# Heribert Hupka
Heribert Hupka (* 28. Juni 1953 in Augsburg) ist ein deutscher Brigadegeneral außer Dienst des Heeres der Bundeswehr. Zuletzt war er Leiter des deutschen Verbindungskommandos im Hauptquartier United States Central Command in Tampa in den Vereinigten Staaten.

## Militärische Laufbahn

### Ausbildung und erste Verwendungen
Hupka trat im Juli 1975 beim Panzerartilleriebataillon 55 in Homberg (Efze) in den Dienst der Bundeswehr. Nach der Offizierausbildung in der Artillerietruppe, der Beförderung zum Leutnant 1977 und dem Studium des Betriebswirtschaftslehre an einer Universität der Bundeswehr durchlief er ab 1980 Verwendungen bei der Artillerie, darunter als Zugführer im Feldartilleriebataillon 21 in Schwalmstadt und Batteriechef im Panzerartilleriebataillon 355 in Wildflecken. 1987 erfolgte eine Verwendung als Adjutant beim Amtschef des Heeresamtes in der Konrad-Adenauer-Kaserne in Köln und eine weitere Batteriechefverwendung beim Raketenartilleriebataillon 22 in Schwalmstadt.

### Dienst als Stabsoffizier
Als Stabsoffizier spezialisierte sich Hupka auf den Bereich Personalwesen. Zum Major befördert, wurde er 1991 als S3-Stabsoffizier und Stellvertretender Bataillonskommandeur des Panzerartilleriebataillons 45 in Göttingen eingesetzt. 1992 bekleidete er einen Posten als Referent in der Personalabteilung des Führungsstab des Heeres. Als Oberstleutnant war er 1993 Kommandeur des Panzerartilleriebataillons 65 in Arolsen.
1996 erfolgte eine Verwendung im Bundesministerium der Verteidigung als Referent in der Personalabteilung sowie 1997 als Dezernent im Personalamt der Bundeswehr. 1998 war Hupka Leiter der Stabsgruppe im JHQ Centre in Heidelberg. 2002 erfolgte die Verwendung als stellvertretender Brigadekommandeur der Panzergrenadierbrigade 38 in Weißenfels. Hupka wurde 2003 erneut im Bundesministerium der Verteidigung als Referatsleiter Personal-, Sozial- und Zentralangelegenheiten, Personalmarketing eingesetzt. 2006 wurde er stellvertretender Stabsabteilungsleiter im Führungsstab der Streitkräfte, Abteilung I, die für Personal zuständig ist.

### Dienst im Generalsrang
Ab 2008 war Hupka General der Artillerietruppe und Kommandeur der Artillerieschule. Anschließend war er Leiter des deutschen Verbindungskommandos im Hauptquartier United States Central Command in Tampa/Florida/USA. Zum 30. Juni 2015 schied er aus dem aktiven Dienst der Bundeswehr aus.

## Einsätze
1999 nahm Hupka am KFOR-Einsatz im Hauptquartier der KFOR in Priština teil.

## Privates
Hupka ist Vorsitzender des Freundeskreises der Artillerietruppe. Er ist verheiratet und hat eine Tochter.